# Micreumenes petri
Micreumenes petri är en stekelart som beskrevs av Gusenleitner 2000. Micreumenes petri ingår i släktet Micreumenes och familjen Eumenidae. Inga underarter finns listade i Catalogue of Life.